# Tumba de Caifás

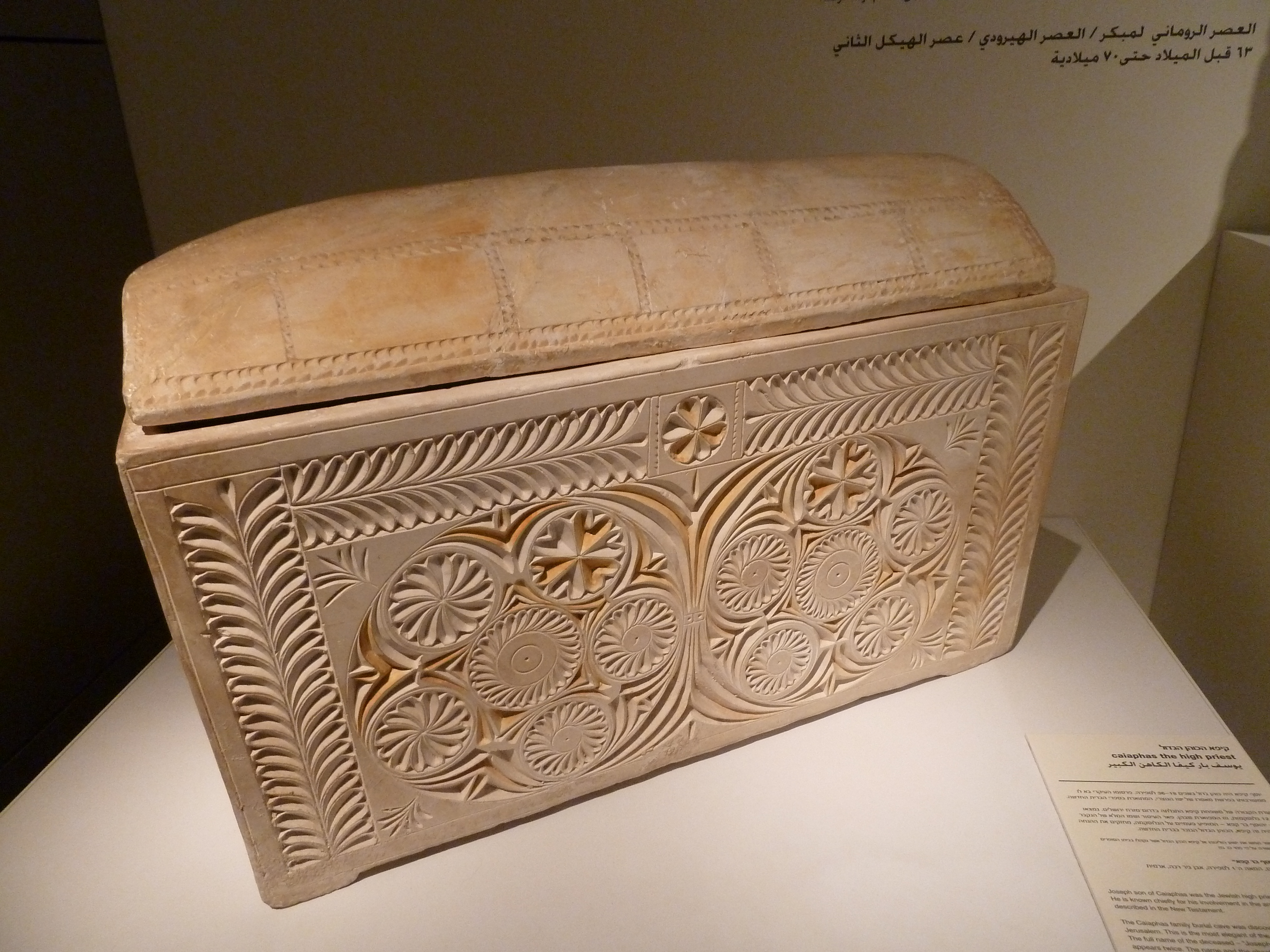
Osario de Caifás, situado actualmente en el Museo de Israel en Jerusalén.

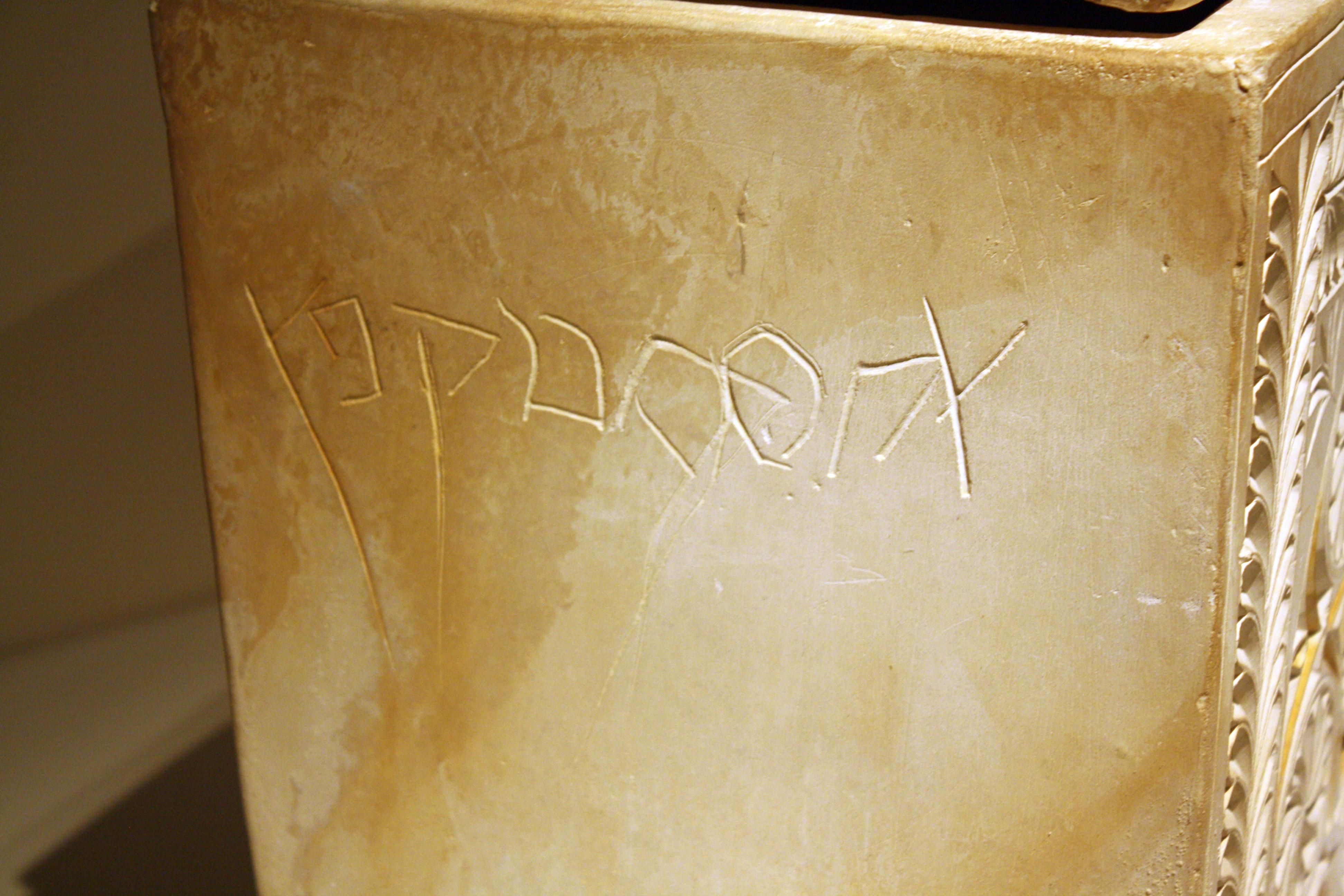
Inscripción en el osario.

La Tumba de Caifás o Tumba de la familia de Caifás es el lugar donde se dio sepultura a Caifás, Sumo Sacerdote judío de la corriente de los saduceos, quien conspiró para lograr la condena a muerte de Jesús de Nazaret.

## Hallazgo de la tumba
El grupo de tumbas fue descubierto accidentalmente en el año 1990, por un grupo de obreros durante la construcción de un camino en el Bosque de la Paz, en una cueva al sur del Valle de la Gehena, perteneciente a la ciudad de Jerusalén, aunque la tumba de Caifás en concreto fue descubierta en 1992, por arqueólogos israelíes, y contaba en su interior con 12 osarios con los restos de 63 personas, entre ellos los de un hombre de 60 años que se cree que podrían ser los del sumo sacerdote Caifás y que pertenecían al Período Romano Primitivo (63 a. C. - 135 d. C.).
No se puede establecer una verdad absoluta sobre el osario ya que algunos dicen que se labró con fines religiosos. Pero, por el contrario, otros dicen que es auténtico.

## Características
- Tumbas situadas en una cámara, tallada sobre caliza blanda, con cuatro fosas digitiformes.
- Profundidad de las fosas: 1,8 metros.
- Conjunto de 12 osarios.
- En uno de los osarios rezaba una inscripción en hebreo: "Iosef bar Caifa" (José, hijo de/de la familia de Caifás).

## Conservación
Las sepulturas habían sido saqueadas en la antigüedad, por lo que aparte de los osarios no se han hallado más objetos en los enterramientos.